# Hymenaphorura improvisa
Hymenaphorura improvisa is een springstaartensoort uit de familie van de Onychiuridae. De wetenschappelijke naam van de soort is voor het eerst geldig gepubliceerd in 2000 door Pomorski & Skarzynski.